# Bruno Roque de Sousa
Bruno Roque de Sousa (nacido el 15 de febrero de 1989) es un exfutbolista brasileño que se desempeñaba como centrocampista.

## Trayectoria

### Clubes
| Club           | País   | Año  |
| -------------- | ------ | ---- |
| PSTC           | Brasil | 2007 |
| Kashiwa Reysol | Japón  | 2007 |
| PSTC           | Brasil | 2008 |